# Phạm Gia Triệu
Phạm Gia Triệu (15 tháng 1 năm 1918 – 13 tháng 6 năm 1990) là một bác sĩ phẫu thuật thần kinh, đồng thời là sĩ quan cấp cao trong Quân đội nhân dân Việt Nam, hàm Thiếu tướng, nguyên Phó Giám đốc Viện Quân y Trung ương Quân đội 108. Ngoài ra, ông còn là Giáo sư, Tiến sĩ Y khoa, Thầy thuốc Nhân dân, Anh hùng Lực lượng vũ trang nhân dân, Đại biểu Quốc hội Việt Nam khóa VI.

## Tiểu sử
Phạm Gia Triệu sinh ngày 15 tháng 1 năm 1918 trong một gia đình có truyền thống Nho học tại làng Hành Thiện, xã Xuân Hồng, huyện Xuân Trường, tỉnh Nam Định. Cụ nội của ông là Phạm Ngọc Chất, đỗ Cử nhân trong khoa thi Giáp Tuất năm 1874, làm quan đến Tri phủ Tĩnh Gia, Thanh Hóa. Ông nội ông là Phạm Ngọc Đoan, đỗ Phó bảng khoa thi Tân Sửu năm 1901 (cùng khoa với Phan Châu Trinh), làm quan giáo thụ nhiều tỉnh đồng bằng Bắc Bộ. Cha mẹ ông qua đời khi ông còn nhỏ, ông được họ hàng nuôi dưỡng và người chú ruột là Phạm Tư Tề cho đi học. Sau khi học xong cấp hai ở Nam Định, ông lên Hà Nội, vừa đi làm thêm vừa học hết Tú tài. Về sau, ông theo học Trường Đại học Y Hà Nội.

## Sự nghiệp
Năm 1943, ông được công nhận là sinh viên nội trú dự bị, rồi chính thức của các bệnh viện Hà Nội chủ yếu là Bệnh viện Yersin và Bệnh viện De Lanessan. Sau khi Cách mạng Tháng Tám năm 1945 kết thúc, ông đang học nội trú tại Bệnh viện De Lanessan. Theo quyết định của Chính phủ, ông được công nhận tốt nghiệp bác sĩ y khoa. Tháng 11 năm 1945, ông nhập ngũ vào quân y, đảm nhiệm Trưởng ban Quân y Đông Triều (cơ sở y tế đầu tiên của Đệ tứ Chiến khu, sau này là Quân y Trung đoàn 98).
Tháng 7 năm 1949, ông trở thành hiệu trưởng Trường Y tá Trưởng ở Bắc Giang kiêm Viện trưởng Viện Thực hành và giảng viên tại Trường Quân y sỹ ở Vô Tranh, Thái Nguyên. Đến tháng 5 năm sau, ông được kết nạp vào Đảng Cộng sản Việt Nam, đồng thời được cử làm Đội trưởng Đội điều trị, phục vụ cho Trận đánh Đông Khê và Chiến dịch Biên giới. Sau chiến dịch, ông được Chủ tịch Hồ Chí Minh gửi thư khen ngợi và trao tặng Huân chương. Tháng 12 năm 1952, ông được cử làm Phân viện trưởng Phân viện 8 (tiền thân của Bệnh viện Trung ương Quân đội 108) sau khi phân viện này được mở rộng quy mô lên 250 giường bệnh. Đến đầu năm 1954, ông được điều động làm Đội trưởng Đội điều trị 1, hỗ trợ cho Chiến dịch Điện Biên Phủ.
Tháng 7 năm 1955, ông được cử đi học phẫu thuật thần kinh ở Liên Xô. Và đến năm 1961, ông bảo vệ thành công luận văn Tiến sĩ Y khoa với đề tài "U nhú đám rối màng mạch não thất IV". Sau khi về nước, ông được bổ nhiệm làm Viện phó Ngoại khoa Viện Quân y 108 kiêm Chủ nhiệm Bộ môn Ngoại, Trường Sỹ quan Quân y. Năm 1963, ông cho ra mắt cuốn sách "Chấn thương thần kinh" – đây là cuốn sách về phẫu thuật thần kinh đầu tiên ở Việt Nam.
Trong suốt những năm từ 1961, ông từng đảm nhiệm nhiều chức vụ như Phó Chủ tịch Hội Ngoại khoa Việt Nam, Phó Chủ tịch Hội Thần kinh, Tâm thần và Phẫu thuật Thần kinh Việt Nam; có hàng loạt công trình khoa học về u não, về bệnh lý mạch máu não và vết thương sọ não - cột sống. Ông là một trong những bác sĩ về thần kinh hàng đầu Việt Nam thời kỳ này, cũng như là người xây dựng ngành phẫu thuật thần kinh trong quân đội. Ngày 1 tháng 1 năm 1967, khi vẫn còn là một Thượng tá, ông được tặng danh hiệu Anh hùng Lực lượng vũ trang nhân dân, trở thành bác sĩ quân y Việt Nam đầu tiên được tặng thưởng danh hiệu này.
Năm 1975, ông tiếp quản Tổng Y viện Cộng Hòa (nay là Bệnh viện Quân y 175), trực tiếp tham gia vào Chiến dịch Hồ Chí Minh. Ngày 25 tháng 4 năm 1976, ông trúng cử Đại biểu Quốc hội Việt Nam khóa 6, Quốc hội đầu tiên của nước Việt Nam thống nhất. Lúc này, ông mang quân hàm Đại tá. Năm 1980, ông chuyển công tác sang Hội đồng Y học Quân sự Bộ Quốc phòng, không đảm nhiệm Viện phó Viện Quân y 108 nhưng ông vẫn là chuyên viên và tiếp tục công tác khám chữa bệnh tại bệnh viện. Cũng trong năm này, ông được phong hàm Giáo sư, là chuyên gia đầu ngành của y học Việt Nam và sau đó là danh hiệu Thầy thuốc Nhân dân vào năm 1989. Đến năm 1990, sức khỏe ông bắt đầu yếu dần vì bệnh ung thư tuyến tiền liệt, và đến ngày 13 tháng 6 thì qua đời thọ 73 tuổi.

## Khen thưởng
- Danh hiệu:
  - Thầy thuốc Nhân dân.[21]
  - Anh hùng Lực lượng vũ trang nhân dân.[22]
- Huân chương:
  - Huân chương Độc lập hạng Nhì.[23]
  - Huân chương Quân công hạng Nhất, Ba.[24]
  - Huân chương Chiến công hạng Nhì, Ba.[9]
  - Huân chương Chiến thắng hạng Nhất.[25]
- Giải thưởng Nhà nước về Khoa học và Công nghệ.

## Nhận xét
- Lê Thanh Nghị:[26]

| “ | Bác sĩ quân y Phạm Gia Triệu đã đi sâu nghiên cứu và thành công trong việc mổ sọ não, điều trị vết thương nặng ở sọ não, có nhiều cống hiến trong việc xây dựng khoa học phẫu thuật thần kinh và đào tạo bác sĩ chuyên khoa. | ” |

## Gia đình
- Vợ: Nguyễn Thị Hồng Nhung
- Con trai:
  1. Phạm Mạnh Long
  2. Phạm Mạnh Lượng
  3. Phạm Gia Lượng
  4. Phạm Hòa Bình, Thiếu tướng, Phó Giáo sư, Tiến sĩ, Thầy thuốc Nhân dân, nguyên Phó giám đốc Bệnh viện Trung ương Quân đội 108.[27]